# 427

427(사백이십칠)은 426보다 크고 428보다 작은 자연수다.

## 수학
- 합성수로, 그 약수는 1, 7, 61, 427이다. 진약수의 합은 69이므로, 427은 부족수다.
  - 134번째 반소수다. 앞의 반소수는 422, 다음 반소수는 437이다.
- {\displaystyle 427=9^{2}+11^{2}+15^{2}}
  - 서로 다른 세 자연수의 제곱합으로 나타낼 수 있는 수다.
- {\displaystyle 62^{2}-1}은 427로 나누어떨어진다.

## 과학
- NGC 427(영어판): 조각가자리 방향에 있는 나선 은하.

## 교통

### 철도
- 수도권 전철 4호선 숙대입구역의 역번호.

### 도로
- 국도
  - 일본 427번 국도(일본어판): 효고현 아카시시에서 아사고시까지 이어지는 일본의 국도.
- 기타 도로
  - 427번 지방도: 강원특별자치도 태백시 통동에서 삼척시 근덕면까지 이어지는 대한민국의 지방도.
  - 현도 제427호선

## 군사
- U-427(영어판): 제2차 세계 대전에 사용된 나치 독일의 군용 잠수함.

## 문화유산
- 대한민국의 보물 제427호: 예천 동본리 석조여래입상
- 대한민국의 사적 제427호: 부여 왕흥사지

## 방송
- KT HCN의 시니어TV 채널 번호.

## 기타
- 날짜: 4월 27일
- 연도: 427년, 기원전 427년